# قانون‌گذاری اولیه و ثانویه

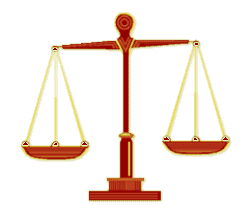

قانون‌گذاری اولیه و ثانویه (انگلیسی: Primary and secondary legislation) در نظام پارلمانی و نظام ریاستی حکومت، که قانون‌گذاری ثانویه قانون‌گذاری تفویضی و یا قانون‌گذاری تابع/فرعی نیز خوانده می‌شود، دو شکل قانون است، که به‌ترتیب از سوی قوه مقننه و قوه مجریه ایجاد می‌شود. قانون‌گذاری اولیه عموماً مشتمل بر قوانین است، که نمای کلی و اصول را مشخص، و اقتدار مخصوصی را جهت وضع مقررات خاص در ذیل آن قانون به‌قوه‌ی مجریه تفویض می‌کند. متعاقباً قوه‌ی مجریه می‌تواند با این اقتدارِ تفویض‌شده دست به‌قانون‌گذاری تابع/فرعی بزند، و مقرراتی را به‌تصویب برساند که قانوناً الزام‌آور است، و رویّه‌هایی را نیز برای پیاده‌سازی و اجراء آن‌ها وضع کند.